# Hebardina assiniensis
Hebardina assiniensis är en kackerlacksart som först beskrevs av Bolívar 1893.  Hebardina assiniensis ingår i släktet Hebardina och familjen storkackerlackor. Inga underarter finns listade i Catalogue of Life.